# شارلوت موركين
شارلوت موركين مواليد 16 مايو 1992 في برجن، هي لاعبة كرة يد نرويجية تلعب كظهير أيمن. شاركت في كأس التحدي الأوروبية لكرة اليد للسيدات في موسم 2014/15. تلعب مع نادي التايمز لكرة اليد.